# Parazelum rubripes
Parazelum rubripes är en insektsart som beskrevs av Sjöstedt 1921. Parazelum rubripes ingår i släktet Parazelum och familjen gräshoppor. Inga underarter finns listade i Catalogue of Life.